# Ръкостискане
Ръкостискането (още ръкуване) е широко разпространен в световен мащаб жест/ритуал за поздрав или за раздяла, при който двама души хващат едната си ръка, в повечето случаи придружени от кратко движение нагоре-надолу на хванатите ръце. Използването на дясната ръка обикновено се счита за правилния етикет. Обичаите около ръкостисканията са специфични за различните културите – честотата, това как и кога да се ръкуват.

## История
Смята се, че ръкостискането е възникнало като жест на мир, демонстрирайки, че ръката не притежава оръжие в праисторията. При алтернативна гледна точка тя символизира искреност при полагане на клетва или обещание: жестът на стискане на ръце представлява запечатване на свещена връзка. Едно от най-ранните известни изображения на ръкостискане е древен асирийски релеф от 9 век пр.н.е. изобразяващ асирийския цар Салманасар III, който стиска ръката на вавилонския цар Мардук-закир-шуми I, за да подпечата съюз.
Археологическите руини и древните текстове показват, че ръкостискането (известно още като дексиоза, на гръцки: dexiosis) се е практикувало в древна Гърция още през 5 век пр.н.е.; изображение на двама войници, които се ръкуват, може да бъде намерено на част от погребална стела от V век пр. н. е., изложена в музея Пергамон, Берлин (стела SK1708) и други погребални стели като тази от 4 век пр.н.е., която изобразява Трасей и ръкостискането на съпругата му Еуандрия.
В допълнение се появи ръкостискане на архаично гръцко, етруско и римско погребално и непогребално изкуство. Мюсюлманските учени пишат, че обичаят на ръкостискането е въведен от народа на Йемен.

### Галерия
- Ръкостискане между Хера и Атина, края на 5 век пр.н.е.
- Хоплит поздравява възрастен мъж с роб, носещ аспида
- Погребална стела Thrasea и Euandro. Мрамор, 375 – 350 пр.н.е.
- Антиох I Теос от Комаген се ръкува с Херакъл, 70 – 38 г. пр.н.е.

## Съвременни обичаи
Съществуват различни обичаи около ръкостисканията, както общи, така и специфични за определени култури:
Ръкостискането обикновено се прави при среща, поздрав, раздяла, поздравления, изразяване на благодарност или като публичен знак за попълване на бизнес или дипломатическо споразумение. При спорт или други състезателни дейности това се прави и като знак за добро спортсменство. Целта му е да предаде доверие, уважение, баланс и равенство. Ако това се прави за формиране на споразумение, споразумението не е официално, докато ръцете не се разделят.
Освен ако здравните проблеми или местните обичаи не налагат друго, ръкостискането обикновено се прави с голи ръце. Това обаче зависи от ситуацията.

### Галерия
- Разклащане с дясната ръка, докато предоставяте сертификат с лявата
- Тенисистки се ръкуват след мач
- Лидерите приветстват момче в скаутството с ръкостискане с лявата ръка, Мексико Сити, 2010 г.
- Ицхак Рабин, Бил Клинтън и Ясер Арафат на церемонията по подписване на споразуменията от Осло, 1993 г.